# Ulricehamn község
Ulricehamn község (svédül: Ulricehamns kommun) Svédország 290 községének egyike. 
A mai község 1974-ben jött létre.

## Települései
A községben  13 település található:
| Település  | Népesség | Megjegyzés         |
| ---------- | -------- | ------------------ |
| Ulricehamn |          | a község székhelye |
| Dalum      |          |                    |
| Gällstad   |          |                    |
| Hulu       |          |                    |
| Hökerum    |          |                    |
| Marbäck    |          |                    |
| Nitta      |          |                    |
| Rånnaväg   |          |                    |
| Timmele    |          |                    |
| Trädet     |          |                    |
| Vegby      |          |                    |
| Älmestad   |          |                    |

## Külső hivatkozások
- Hivatalos honlap